# Dante Hicks
Dante Hicks est un personnage de fiction du View Askewniverse, univers de fiction créé par Kevin Smith. Il est interprété par Brian O'Halloran.

## Apparitions

### Clerks: Les Employés modèles(1994)
Dante a 22 ans et est employé au Quick Stop, une petite épicerie de quartier du New Jersey. Alors qu'il est en congé, son patron lui demande de le remplacer pour la matinée. Dante n'ose pas refuser et va ouvrir le magasin. Le rideau métallique est bloqué. la journée commence mal : en plus il apprend que Caitlin Bree, son grand amour, va se marier. Il apprend que sa copine actuelle, Veronica Loughran, a eu de nombreuses relations « buccales » avec beaucoup de garçons avant lui. Coincé au Quick Stop, il doit renoncer à sa partie de hockey. Heureusement, son meilleur ami Randal Graves, employé du vidéo club voisin, est là pour lui remonter le moral. Car Dante doit faire face à de nombreux clients insatisfaits. De plus, comme il le répète « il ne devait même pas bosser aujourd'hui ! ».

### Jay et Bob contre-attaquent(2001)
Jay et Silent Bob squattent encore pour vendre leur drogue devant le Quick Stop. Randal dit à Dante qu'il faut absolument les virer de là. Plus tard, il voit à la télévision les dégâts infligés par les deux dealers, qui se dirigent vers Hollywood. À la fin du film adapté de la vie de Jay et Bob, Bluntman & Chronic - The Movie, il sort du cinéma et dit « mais pourquoi ont-ils donné mon rôle à Judi Dench ?!. »

### The Flying Car(2002) - court-métrage
Dante et Randal sont en voiture. Alors qu'ils sont dans un embouteillage, ils discutent sur les bienfaits qu'aurait une voiture volante comme celles dans la série animée Les Jetson.

### Clerks 2(2006)
Dante arrive au Quick Stop, comme chaque matin. En ouvrant le store métallique, il découvre que l'épicerie est en feu : Randal a encore « oublié » la machine à café. Quelques mois plus tard, il est désormais employé du Mooby's, un restaurant rapide, dirigé par Becky Scott. Randal travaille avec lui et Jay & Bob squattent devant le restaurant. Dante annonce à Becky et Randal qui va les quitter pour suivre sa future femme, Emma Bunting, en Floride. Alors que Randal est triste que som meilleur ami parte, Becky lui annonce qu'elle est enceinte de... lui ! Dante va alors être balancé entre suivre Emma et démarrer une nouvelle vie ou rester avec Becky, qu'il aime depuis un moment. Il choisira finalement d'épouser Becky. Et grâce à l'argent de Jay et Bob, Randal et lui décident de racheter et de reconstruire le Quick Stop.

### Jay et Bob contre-attaquent… encore(2019)
Jay et Bob ont ouvert un magasin illégal de marijuana, juste à côté du Quick Stop. Alors que la police intervient, Dante est plaqué contre une voiture par un policier. Il jure qu'il n'a rien fait et qu'il faut arrêter Randall Graves. Il ajoute qu'il ne devait même pas travailler ce jour-là (comme au début de Clerks : Les Employés modèles).

### Clerks 3(2022)
Après avoir fait une crise cardiaque, Randal embarque Dante pour faire un film sur leurs vies.

## Caractéristiques
- Son principal problème est qu'il n'ose pas vraiment prendre de décisions importantes. Il se contentera de ce qu'il a car il n'ose pas affronter la vie et aller de l'avant. Son meilleur ami, Randal Graves, fait tout pour le décoincer.
- Il est fan de Star Wars et aime le hockey.

## Clins d’œil
Trois autres personnages nommés Gill, Jim et Grant sont respectivement présents dans Les Glandeurs, Méprise multiple et Dogma portent le même nom de famille, Hicks, tous joués par Brian O'Halloran.